# Jurij Hromak
Jurij Petrovyč Hromak (in ucraino Юрій Петрович Громак?, in russo Юрий Петрович•Громак?, Jurij Petrovič Gromak; Leopoli, 26 marzo 1948 – Kiev, 14 dicembre 1998) è stato un nuotatore sovietico, dal 1992 ucraino.

## Carriera
Fece parte della squadra sovietica che vinse la medaglia di bronzo nella staffetta 4x100m misti a Città del Messico 1968.

## Palmarès
- Giochi olimpici estivi

Città del Messico 1968: bronzo nella 4x100m misti.
- Europei

Utrecht 1966: oro nei 200m dorso.